# Prantkilewicza
Prantkilewicza (biał. Пранткілевіча; ros. Пронткилевича) – chutor na Białorusi, w obwodzie grodzieńskim, w rejonie werenowskim, w sielsowiecie Raduń.